# Chuck Hagel
Charles Timothy Hagel, detto Chuck (North Platte, 4 ottobre 1946), è un politico e militare statunitense, senatore per lo stato del Nebraska dal 1997 al 2009 e Segretario della Difesa degli Stati Uniti sotto l'amministrazione Obama dal 2013 al 2015.

## Biografia
Nato a North Platte, Hagel prestò servizio nella Guerra del Vietnam. Tornato in patria venne insignito di varie onorificenze, fra cui due Purple Heart.
Successivamente Hagel lavorò come assistente politico e lobbista, fino a quando venne nominato dal presidente Ronald Reagan viceministro al Dipartimento degli Affari dei Veterani. Negli anni ottanta intraprese una carriera lavorativa nel mondo degli affari e fondò una compagnia di cellulari.
Nel 1996 Hagel si candidò al Senato come membro del Partito Repubblicano. Il suo avversario democratico era l'allora popolare governatore Ben Nelson, ma Hagel riuscì a sconfiggerlo. Quattro anni dopo comunque Nelson si candidò per l'altro seggio senatoriale e venne eletto, servendo insieme all'ex rivale.
Nel corso della permanenza al Congresso, Hagel votò in maniera piuttosto conforme a quella dei suoi compagni di partito, ma negli ultimi anni del suo secondo mandato ebbe diversi contrasti con l'amministrazione Bush in merito al conflitto in Iraq. Hagel infatti era stato inizialmente un sostenitore della guerra, ma con il passare degli anni aveva criticato il modo in cui il governo stava gestendo l'emergenza ed era arrivato a coalizzarsi con gli oppositori del conflitto. Nel 2007 Hagel definì l'amministrazione Bush come "la peggiore in capacità, efficienza, politica e consenso".
Nel 2008 Hagel annunciò la sua volontà di non ricandidarsi per il terzo mandato e accettò un incarico come professore presso la Georgetown University. Dopo il ritiro, Hagel appoggiò diversi politici democratici nelle loro campagne elettorali e venne indicato come uno dei probabili candidati alla vicepresidenza del governo Obama. Nel 2012 il suo nome venne nuovamente associato a quello di Obama, quando lo si indicò come possibile Segretario della Difesa, carica che effettivamente assunse il 28 febbraio 2013. Nel novembre del 2014 vengono annunciate le sue dimissioni da Segretario alla Difesa per dissidi con il team di sicurezza nazionale dell'amministrazione, in particolare per le crisi in Medio Oriente.
Sposato con Lilibet Ziller, Hagel ha due figli e risiede con la famiglia a McLean in Virginia.